# Association Aïda
 (janvier 2022).
La mise en forme du texte ne suit pas les recommandations de Wikipédia : il faut le « wikifier ».
Les points d'amélioration suivants sont les cas les plus fréquents :
- Les titres sont pré-formatés par le logiciel. Ils ne sont ni en capitales, ni en gras.
- Le texte ne doit pas être écrit en capitales (les noms de famille non plus), ni en gras, ni en italique, ni en « petit »…
- Le gras n'est utilisé que pour surligner le titre de l'article dans l'introduction, une seule fois.
- L'italique est rarement utilisé : mots en langue étrangère, titres d'œuvres, noms de bateaux, etc.
- Les citations ne sont pas en italique mais en corps de texte normal. Elles sont entourées par des guillemets français : « et ».
- Les listes à puces sont à éviter, des paragraphes rédigés étant largement préférés. Les tableaux sont à réserver à la présentation de données structurées (résultats, etc.).
- Les appels de note de bas de page (petits chiffres en exposant, introduits par l'outil «  Source ») sont à placer entre la fin de phrase et le point final[comme ça].
- Les liens internes (vers d'autres articles de Wikipédia) sont à choisir avec parcimonie. Créez des liens vers des articles approfondissant le sujet. Les termes génériques sans rapport avec le sujet sont à éviter, ainsi que les répétitions de liens vers un même terme.
- Les liens externes sont à placer uniquement dans une section « Liens externes », à la fin de l'article. Ces liens sont à choisir avec parcimonie suivant les règles définies. Si un lien sert de source à l'article, son insertion dans le texte est à faire par les notes de bas de page.
- La présentation des références doit suivre les conventions bibliographiques. Il est recommandé d'utiliser les modèles {{Ouvrage}}, {{Chapitre}}, {{Article}}, {{Lien web}} et/ou {{Bibliographie}}. Le mode d'édition visuel peut mettre en forme automatiquement les références.
- Insérer une infobox (cadre d'informations à droite) n'est pas obligatoire pour parachever la mise en page.

Pour une aide détaillée, merci de consulter Aide:Wikification.
Si vous pensez que ces points ont été résolus, vous pouvez retirer ce bandeau et améliorer la mise en forme d'un autre article.
L'Association Aïda est une association française de soutien aux jeunes touchés par un cancer et leurs familles fondée le 10 janvier 2015 par Léa Moukanas. Elle permet à des jeunes bénévoles, notamment mineurs, de rendre visite à d'autres jeunes hospitalisés.
Ses missions fondamentales sont l'aide aux patients, pendant et après les traitements, et la sensibilisation des jeunes face au cancer. En 2024, l'association compte plus de 2 500 bénévoles, accompagne 2 200 jeunes patients dans une centaine de structures hospitalières partout en France et sensibilise des milliers de jeunes entre 15 et 25 ans.

## Histoire
Le 25 octobre 2014, Aïda Younès Frangié décède d’une leucémie foudroyante. Profondément choquée par le départ de sa grand-mère en à peine 17 jours, sa petite fille Léa Moukanas décide de s'engager bénévolement auprès d'associations pour accompagner les malades et les aider à vaincre le cancer. Mais, alors âgée de 15 ans, elle se voit refuser ses candidatures en raison de son statut de mineure.
Consciente que plus de 3 500 jeunes sont touchés par un cancer avant l’âge de 25 ans, elle prend l'initiative début 2015 de fonder la première association créée par des lycéens en Europe : l'Association Aïda, dont le nom fait hommage à sa grand-mère décédée.
Dès 2016, celle-ci rassemble 110 bénévoles et collecte 35 000 € au profit de 20 jeunes hospitalisés.
En 2017, l'association compte 300 bénévoles et lève 200 000 € en faveur de ses actions. Cette même année, Aïda crée le programme « Highway to Health », un programme annuel qui permet à des jeunes de se projeter dans « la vie d’après » et de créer un nouveau départ autour de trois thématiques : le rapport au corps, à la santé mentale et la projection dans l’avenir. Chaque année depuis, ce sont plus de 300 jeunes qui bénéficient gratuitement de ce programme grâce aux weekends et journées organisés partout en France par Aïda.
Cette même année, l'association lance également l'opération « Noël à l'Hôpital » dont l'objectif est de collecter des cadeaux à offrir aux jeunes hospitalisés pour les fêtes de fin d'année. Le succès de la première édition conduit l'association à renouveler l'appel aux dons tous les ans pour distribuer plus de 10 000 cadeaux dans plus de 50 structures hospitalières de 20 villes de France. L'opération est soutenue par plus de 100 personnalités publiques dont Benjamin Pavard, Cyril Hanouna, Brigitte Macron, et Claude Dartois.
En 2018, Aïda réuni 650 bénévoles. À l'été, l'association crée l'opération « Cartes Postales à l'Hôpital » qui permet à des inconnus d'envoyer une ou plusieurs cartes postales à des jeunes hospitalisés. Avec pour but de recevoir 30 000 cartes au cours de la période estivale, l'initiative sera renouvelée chaque année depuis cette date.
En 2019, l'association fédère 1 300 bénévoles dans 10 villes de France, dont la majorité est mineure. En octobre, un collectif d'une quarantaine de détenus et surveillants de la prison centrale de Poissy « Robin des Murs » lève plus de 1 500 € de dons au terme d'un semi-marathon caritatif de 21 kilomètres.
En 2020, Aïda compte 2 500 bénévoles, avec 80 % d'entre eux ayant moins de 18 ans. La crise sanitaire liée à la COVID-19 oblige l'association à repenser son accompagnement auprès des jeunes malades, particulièrement fragiles face au virus. Afin de maintenir le lien social et continuer ses activités, elle bénéficie du soutien de Microsoft qui distribue 250 tablettes tactiles dans les hôpitaux pour organiser des visioconférences.
En 2021, l'association lance le média « Jeune & Cancer » sur Instagram et TikTok avec pour objectif de vulgariser le cancer et de partager les expériences des jeunes hospitalisés, en rémission ou guéris autour de sujets divers comme l'amitié, l'éducation ou la sexualité par exemple.
En 2022, Aïda crée « L’Académie des AJA », un programme coconstruit avec Sciences Po Executive Education permettant à des jeunes ayant fait face au cancer de faire de leur expérience de la maladie une expertise au service du système de santé. Les patients, âgés de 19 à 32 ans, sont formés aux rouages de la démocratie sanitaire, de la prise en charge des patients Adolescents et Jeunes Adultes (AJA) sur le territoire ainsi qu’au fonctionnement du système de santé. L’objectif est de « faire émerger des profils de jeunes ayant vécu la maladie et prêts à s’engager pour améliorer l’offre de soins à destination des jeunes, mais également d’adapter les messages d’information et de prévention qui leur sont dédiés ».
Cette même année, la présidente de l'association Léa Moukanas publie un livre sur son parcours avec Aïda intitulé "Je veux être utile - L'engagement n'a pas d'âge" et publié aux Éditions Robert Laffont.
En 2024, Aïda publie avec l’IFOP une étude sur les comportements de santé des jeunes et les bénéfices de l’engagement sur ces derniers. L'enquête révèle notamment que l’engagement des jeunes bénévoles au sein de l'association a un effet majeur sur leurs comportements en matière de santé : un quart d’entre eux déclarent moins fumer, 21% font plus de sport et 35% sont plus à l’écoute de leur corps.

## Distinctions et prix
Dans le cadre de ses activités, l'association et sa présidente ont reçu plusieurs distinctions et prix dont en voici une liste non exhaustive :
- 2015 - Prix Jeune et Bénévole
- 2016 - Prix « Hype Awards », catégorie 2gether (DigiSchool)
- 2018 - Prix du Public « Talents.START », catégorie Entrepreneurs sociaux, (Echos START)[25]
- 2018 - Prix de la Fondation EDF
- 2019 - Prix de la Fondation LEEM
- 2019 - Médaille de la Ville de Paris
- 2020 - Trophée de l’Engagement, Fondation Saint-Christophe
- 2020 - Top 100 des projets qui changent le monde (Brut)[4]
- 2020 - Top 24 des Z qui ont marqué 2020 (L'ADN)[26]
- 2020 - Femme de Santé[27]
- 2020 - Prix action innovante face à la COVID-19 (Fondation Feuilhade)[28]
- 2021 - Prix maintien du lien social par le numérique (Fondation Orange)
- 2021 - Prix « Initiatives Remarquables » (Fondation des Usagers du Système de Santé)[29]
- 2021 - Prix « Femme d'influence », catégorie espoir (Grazia)[30]
- 2021 - Prix des associations de patients (Pfizer)[31]
- 2023 – Trophée de l’Expérience Patient pour l’Académie des AJA[32]
- 2023 - Obtention du haut patronage du ministère de la santé
- 2024 – Prix « Influence et santé » (Dr Good et Webedia Care)
- 2024 – Prix La France s’engage pour “Highway to Health”[33]